# Dieciocho de Julio (San José)
Ne doit pas être confondu avec Dieciocho de Julio.
Dieciocho de Julio est une ville de l'Uruguay située dans le département de San José. Sa population est de 433 habitants.

## Population
| Année | Population |
| ----- | ---------- |
| 1963  | 390        |
| 1975  | 396        |
| 1985  | 485        |
| 1996  | 471        |
| 2004  | 433        |

Référence,: